# The Way (пісня Аріани Ґранде)
«The Way» — пісня американської співачки Аріани Ґранде у співпраці з американським репером Маком Міллером, що була випущена 25 березня 2013 року на Republic Records як головний сингл з дебютного студійного альбому співачки, Yours Truly (2013).  Її написав продюсер пісні Хармоні Семюелс разом з Ембер Стрітер, Елом Шерродом Ламбертом, Джордіном Спарксом, Брендою Рассел і Міллером. Пісня заснована на фортепіанній мелодії треку Рассел «A Little Bit of Love» 1979 року. Вона також має мелодійну та ліричну схожість з піснею Big Pun 1998 року «Still Not a Player». 
У Сполучених Штатах трек досяг дев'ятої позиції в чарті Billboard Hot 100 й був позитивно сприйнятий критиками; Сем Ланскі з Idolator описав пісню як «солодку, душевну та дорослу». Також кілька критиків відзначили вплив Мераї Кері. Для просування Ґранде зняла музичне відео, режисером якого став Джонс Кроу. Прем’єра відбулася 26 березня 2013 року.  

## Передумови, запис і композиція
12 грудня 2011 року Ґранде випустила свій перший сингл «Put Your Hearts Up», який була націлений на молодшу аудиторію. Під час радіоінтерв’ю на КМІС-FM 25 березня 2013 року Аріана зізналася, що насправді «ненавиділа» і кліп, і пісню.
«The Way» можна розглядати як перезавантаження кар'єри Аріани як співачки. У січні 2013 року вона зустрілася з продюсером Хармоні Семюелсом, який представив їй демо-запис пісні з вокалом співавтора Джордіна Спаркса, який спочатку мав бути виконавцем пісні. Ґранде погодилася виконувати її й запропонувала Маку Міллеру взяти участь у записі. 
Аріана вперше розповіла у Twitter про «The Way» 5 березня 2013 року, зазначивши, що пісня буде випущена пізніше того ж місяця. 13 березня вона оголосила дату виходу, а через 3 дні опублікувала трейлер до пісні та музичного відео на своєму акаунті YouTube.

## Комерційний успіх
У Сполучених Штатах
Всього було продано понад 120 000 цифрових завантажень за перші 48 годин після релізу. «The Way» зайняла четверте місце за кількістю продажів у перший тиждень 2013 року, після «Roar» Кеті Перрі, «Suit & Tie» Джастіна Тімберлейка і «Best Song Ever» від One Direction.
10 червня 2013 року трек отримав офіційний платиновий сертифікат RIAA. 19 червня 2013 року. Станом на вересень 2013 року в США було продано 2 000 000 копій пісні. 
В інших країнах
Пісня змогла зайняти такі позиції у чартах інших країнах: 37 місце в Австралії,  58 місце у регіоні Фландрії в Бельгії, 33 місці в Канаді й 24 – в Південній Кореї. В Ірландії він досяг 51 місця, в Японії – 66,  в Новій Зеландії – 31, в Нідерландах – 22 , тоді як в Україні – 8.

## Нагороди та номінації
| Рік      | Премія             | Категорія                  | Результат |
| -------- | ------------------ | -------------------------- | --------- |
| 2013 рік | Teen Choice Awards | Найкраща пісня про кохання | Номінація |

## Музичне відео
Музичне відео на «The Way» було знято 10 і 11 лютого 2013 року. 16 березня 2013 року на каналі співачки на YouTube був розміщений перший тизер пісні. Повне відео було опубліковано 28 березня 2013 року. Його режисером виступив Джонс Кроу. Відео було сертифіковане Vevo 2 жовтня 2013 року і набрало 100 мільйонів переглядів. Станом на вересень 2021 року музичне відео має понад 425 мільйонів переглядів. 

## Порушення авторських прав
11 грудня 2013 року Minder Music подав позов про порушення авторських прав проти Ґранде, Sony/ATV , UMG Recording та інших сторін. Він стверджував, що рядок «What we gotta do right here is go back, back into time» (укр. «Те, що ми повинні зробити тут, це повернутися назад, назад у часи») порушує авторські права на пісню 1972 року «Troglodyte» гурту The Jimmy Castor Bunch.
Minder Music вимагав безстрокової судової заборони, відшкодування збитків у розмірі 150 000 доларів США за порушення та судових витрат. У 2015 році справу було вирішено у позасудовому порядку.